# Kennesaw, Georgia
Kennesaw är en stad (city) i Cobb County, i delstaten Georgia, USA. Enligt United States Census Bureau har staden en folkmängd på 30 196 invånare (2011) och en landarea på 24,4 km².